# Adelaide River (miejscowość)
Adelaide River – miejscowość w Terytorium Północnym w Australii w odległości 114 km na południe od Darwin, nad rzeką Adelaide.
Adelaide River położona jest przy skrzyżowaniu drogi Stuart Highway z drogą Dorat.